# یواس‌اس فیرفیلد (ای‌کی-۱۷۸)
یواس‌اس فیرفیلد (ای‌کی-۱۷۸) (به انگلیسی: USS Fairfield (AK-178)) یک کشتی بود که طول آن 388' 8" بود. این کشتی در سال ۱۹۴۵ ساخته شد.